# Ik ben verliefd op John Travolta
Ik ben verliefd op John Travolta is een single van het Nederlandse zangeres Sandy uit 1978. Het stond in 1979 als twaalfde track op het album Sandy.

## Achtergrond
Ik ben verliefd op John Travolta is geschreven door John van de Ven, Tom Peters, Lurech en Lirach en geproduceerd door Sure Shot. Het is een nederpoplied waarin wordt gezongen over verliefd zijn op acteur en zanger John Travolta. Het lied betekende de doorbraak van Sandy. Het nummer werd uitgebracht kort na het succes van de film Grease. De zangeres heeft ook versies in het Duits (Ich bin verliebt in John Travolta), Frans (Mon grand amour c'est John Travolta) en Engels (I'm So In Love With John Travolta). De B-kant van de single was een instrumentale versie van het lied.

## Hitnoteringen
Het lied was in zowel Nederland als België succesvol. Het piekte op de vierde plaats in de Nederlandse Nationale Hitparade en het was zeventien weken in deze lijst te vinden. In de Vlaamse Ultratop 50 was de negende plek de piekpositie. Het stond negen weken in deze hitlijst. Het reikte tot de tiende plaats in de Nederlandse Top 40 in de twaalf weken dat het erin stond.